# Dolichoneon typicus
Dolichoneon typicus là một loài nhện trong họ Salticidae.
Loài này thuộc chi Dolichoneon. Dolichoneon typicus được Lodovico di Caporiacco miêu tả năm 1935.